# فيضانات تايلاند 2011

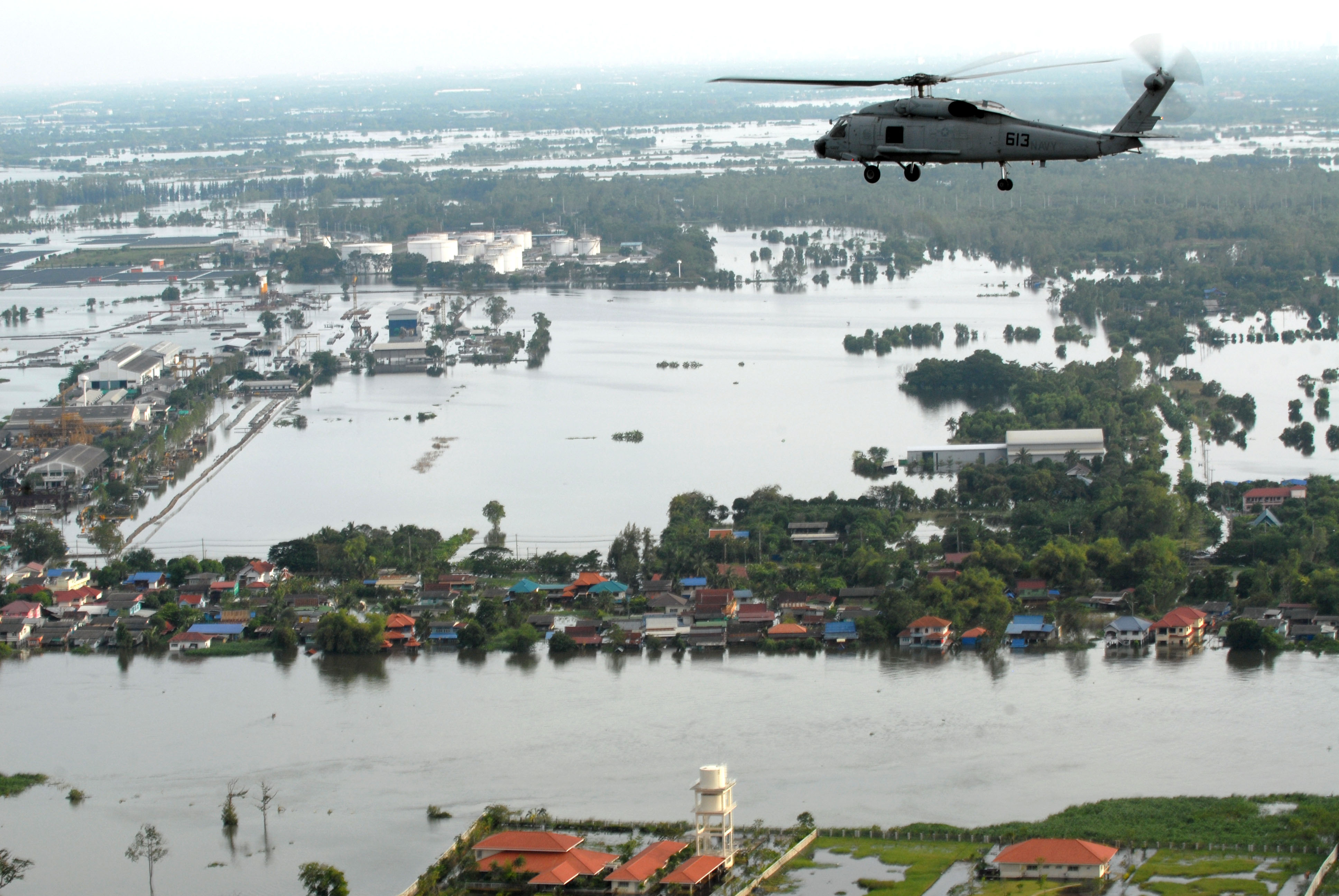
مروحية تابعة للبحرية الأمريكية تحلق فوق ضواحي بانكوك التي غمرتها الفيضانات.

تغمر حاليا فياضانات كبيرة عدة مناطق من تايلاند بتأثير الرياح الموسمية، وأكثرها شدة في حوضي نهر تشاو فرايا، ونهر ميكونغ، وذلك بدءا من آواخر يوليو 2011. سبب الفيضانات في مقتل 500 شخص، وأثرت على حياة أكثر من 2.3 مليون نسمة وسبب العديد من الدمار للمنشآت بكلفة تقديرية تصل إلى 156.7 مليار بات (5.1 مليار دولار أمريكي) حتى 18 أكتوبر. كما تسببت الفيضانات في دمار حوالي 300,000 هكتار من الأراضي متوزعة على 58 محافظة امتدادا من تشيانغ مي في الشمال، وحتى معظم أجزاء العاصمة بانكوك في الجنوب. نجت معظم المناطق السياحية الكبرى في بانكوك من الفيضانات حتى الآن، والحياة تسري فيها بشكل طبيعي 
وصف هذا الفيضان بأنه «أسوأ فيضان على الإطلاق من حيث كمية الماء وعدد الأشخاص المتأثرين».